# Лагоа-ду-Мату
Лагоа-ду-Мату (порт. Lagoa do Mato) — муниципалитет в Бразилии, входит в штат Мараньян. Составная часть мезорегиона Восток штата Мараньян. Входит в экономико-статистический микрорегион Шападас-ду-Алту-Итапекуру. Население составляет 10 934 человека на 2010 год. Занимает площадь 1512,985 км². Плотность населения — 7,23 чел./км².

## Демография
Согласно сведениям, собранным в ходе переписи 2010 г. Национальным институтом географии и статистики (IBGE), население муниципалитета составляет:
| Полное население                               | Полное население                               | Полное население                               | Полное население                               | 10 934 |
| ---------------------------------------------- | ---------------------------------------------- | ---------------------------------------------- | ---------------------------------------------- | ------ |
| в том числе:                                   | Городское население                            | 4453                                           | Процент городского населения, %                | 40,73  |
|                                                | Сельское население                             | 6481                                           | Процент сельского населения, %                 | 59,27  |
|                                                | Мужское население                              | 5609                                           | Процент мужского населения, %                  | 51,30  |
|                                                | Женское население                              | 5325                                           | Процент женского населения, %                  | 48,70  |
| Плотность населения, чел/км²                   | Плотность населения, чел/км²                   | Плотность населения, чел/км²                   | Плотность населения, чел/км²                   | 7,23   |
| Население муниципалитета в % к населению штата | Население муниципалитета в % к населению штата | Население муниципалитета в % к населению штата | Население муниципалитета в % к населению штата | 0,17   |

По данным оценки 2016 года, население муниципалитета составляет 11 020 жителей.

## Статистика
- Валовой внутренний продукт на 2003 год составляет 13 208 377,00 реалов (данные: Бразильский институт географии и статистики).
- Валовой внутренний продукт на душу населения на 2003 год составляет 1343,68 реала (данные: Бразильский институт географии и статистики).
- Индекс развития человеческого потенциала на 2000 год составляет 0,550 (данные: Программа развития ООН).